# Symposiachrus everetti
El monarca de Everett (Symposiachrus everetti) es una especie de ave paseriforme de la familia Monarchidae endémica de la isla Tanah Jampea. Su nombre científico conmemora al administrador colonial británico y recolector zoológico Alfred Hart Everett.

## Distribución y hábitat
Es endémica de la isla Tanah Jampea en Indonesia, la segunda isla más grande del grupo de las islas Selayar en el mar de Flores. Sus hábitats naturales son los bosques húmedos tropicales de tierras bajas, los manglares tropicales, y las zonas arbustivas húmedas tropicales. Se encuentra amenazada por pérdida de hábitat.